# Jerónimo de Aliaga
Jerónimo de Aliaga Ramírez (Segovia, 1508 - Villapalacios, 1569) fue un conquistador español establecido en el Perú que actuó como contador de su majestad en los territorios de Nueva Castilla, escribano mayor del virreinato y primer secretario de la Real Audiencia. Además, el logró tomar control de gran parte de los territorios de los indígenas al sur del virreinato y legitimar la autoridad de Su Majestad.

## Biografía

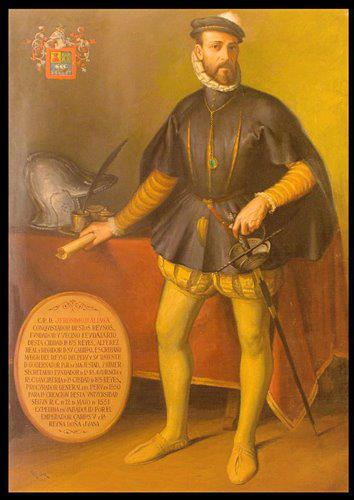
Retrato del conquistador de la Galería de Arte de la Universidad de San Marcos.

Nacido en Segovia, sus padres fueron Juan de Aliaga y Francisca Ramírez. En 1528, a los 20 años, se trasladó a Panamá, donde participó de la conquista del golfo de San Miguel bajo las órdenes de Pedro Gonzalo de los Ríos y de la de Totanaga, a las órdenes de Fernando de la Serna. En 1530 pasó a Nueva Castilla y se unió a Francisco Pizarro en Coaque. Acompañó a Pizarro a la isla de Puná y luego a Cajamarca, donde participó de la captura del inca Atahualpa.
En 1533, en el camino a la conquista del Cusco, combatió en las batallas de Vilcas y Vilcacunga y en la toma de la ciudad imperial. El 15 de diciembre de ese año, Pizarro le nombró veedor del rey para la fundición del oro y plata hallados en el Cusco, y como tal guardó todo el tesoro, incluyendo el quinto correspondiente al rey. 
A principios de 1535, Pizarro lo nombró contador de Su Majestad en los territorios de Nueva Castilla y le concedió el antiguo templo del cacique Taulichusco en Lima para establecer su solar (actual casa Aliaga).
En 1536, producido el levantamiento de Manco Inca, participó de la defensa de Lima y, con el cargo de alférez real dado por Pizarro, en la batalla final del 13 de septiembre, tras las cuales se dedicó a la conquista de las provincias de Mama y Huaura. 
En junio de 1541, al ser asesinado Pizarro en Lima por los almagristas, Aliaga fue puesto en prisión; sin embargo, logró comunicar el estado de la ciudad al enviado del rey Vaca de Castro, quien lo designó su lugarteniente en la ciudad para la defensa de ella de los almagristas, ya retirados en el Cusco. Al año siguiente, luego de establecerse Vaca en Lima, participó en la campaña de este contra los almagristas distinguiéndose en la definitiva Batalla de Chupas (16 de septiembre). En 1544 Vaca le concedió la encomienda de Chancay y en 1549 se le permitió fundar el mayorazgo de su familia.
Luego de desempeñar los cargos de escribano mayor del Virreinato y primer secretario de la Real Audiencia, Aliaga se retiró a su encomienda en Huaylas, pero regresó a Lima para colaborar con la causa del gobernador Pedro de la Gasca contra Gonzalo Pizarro, a quien vencieron en la batalla de Jaquijahuana. 
Falleció en Villapalacios el 21 de abril de 1569. Fue enterrado en la capilla mayor de la iglesia de San Sebastián y, tras la muerte de su segunda esposa, Juana Manrique de Lara, en 1590, fue trasladado a la capilla dedicada a Nuestra Señora de la Encarnación que ella mandó construir, en uno de los lados de esta iglesia. Sus cuerpos y sus tumbas permanecieron allí hasta que la capilla se hundió en el terremoto de Lisboa de noviembre de 1755 y se les perdió la pista para siempre. Su casa ubicada junto al Palacio de Gobierno es la conocida Casa de Aliaga la cual aún es propiedad de sus descendientes.

## Descendencia
Contrajo matrimonio con Beatriz Vásquez de Medrano, viuda del conquistador Hernando de Sosa, con quien tuvo cuatro hijos
- Juan de Aliaga y Vásquez de Medrano, casado con Francisca Figueroa Sotomayor y Tinoco, con descendencia.
- Jerónimo de Aliaga y Medrano, establecido como primer mayorazgo de su casa, contrajo matrimonio con Leonor de Figueroa y cuyos descendientes, a través de su hija Juana, consiguieron sucesivamente el Marquesado de Monterrico, el Marquesado de Zelada de la Fuente, el Condado de San Juan de Lurigancho y el Marquesado de Fuente Hermosa de Miranda.
- Beatriz de Aliaga, falleció soltera.
- Alonso de Aliaga y Medrano, familiar y alguacil mayor del Santo Oficio de la Inquisición de Lima, casado con Isabel Carrillo de Guevara, con descendencia.

De retorno a España, contrajo segundo matrimonio con Juana Manrique de Lara, hija del III conde de Paredes de Nava, de la que no hubo sucesión.